# The Trouble with Being Born
The Trouble with Being Born (auch: Vom Nachteil geboren zu sein) ist ein österreichisch-deutscher Spielfilm unter der Regie von Sandra Wollner, die zusammen mit Roderick Warick das Drehbuch verfasste. Der Film hatte im Februar 2020 auf der Berlinale seine Weltpremiere in der Sektion Encounters und startete am 18. Juni in den österreichischen Kinos. Am 1. Juli 2021 erfolgte der deutsche Kinostart.

## Handlung
Elli, die dem Zuschauer zunächst als 10-jähriges Mädchen erscheint, lebt mit Georg, den sie „Papa“ nennt, in einem Haus im Wald und genießt die umgebende Natur. Erst aus einigen skurrilen Szenen, die mit einem menschlichen Kind nicht denkbar wären, erfährt der Zuschauer, dass Elli ein Androide in Gestalt eines Mädchens ist. Sie fällt gelegentlich aus und muss von Georg dann per Tablet neu gestartet werden. Elli ist auch in Alltagssituationen auffallend spärlich bekleidet oder sogar ganz nackt, auch einige statische Szenen deuten auf ein erotisches Verhältnis der beiden hin, auch wenn Sex an sich nie zu sehen ist, sondern nur angedeutet wird, etwa als Georg einmal ihre Zunge und ihre Schamgegend zur Reinigung aus ihrem Körper entnimmt.
Als Georg eines Tages eine Hautverletzung Ellis versorgt, hört er leise „Papa“-Rufe aus dem Wald und folgt ihnen. Elli verlässt ihn, irrt durch den Wald und wird von einem Autofahrer mitgenommen, der sich offenbar als Techniker mit ihrer Konstruktion auskennt. Er bringt sie zu der 70-jährigen Anna und baut sie dort etwas später zu deren Bruder Emil um, der 60 Jahre zuvor verstorben ist. Emils Nähe lässt Annas Kindheitserinnerungen wach werden, allerdings trägt er auch noch Erinnerungen Ellis in sich, die sie zuvor Georg gegenüber geäußert hat; Anna und Georg scheinen demnach eine Verbindung zu haben. Einmal begegnet Emil Georg auf einem Parkplatz, der ihn aber nicht als Elli zu erkennen scheint.
Schließlich wirkt Emils Anwesenheit auf Anna mehr verstörend als befreiend, zumal sie sich die Schuld an seinem frühen Tod gibt, und sie schubst ihn weg – ein direkter Bezug auf den Streit damals, der Emil anschließend das Leben kostete: Er ging auf einem Bahngleis entlang zu seinem Vater und wurde, in Gedanken versunken, von einem Zug erfasst. Diesmal schubst er zurück, und Anna fällt so unglücklich, dass sie daran langsam verblutet, während Emil ihr ungerührt beim Sterben zuschaut und sich einredet, es sei nur eine kleine Platzwunde, womit er offenbar wieder einen Streit aus ihrer gemeinsamen Kindheit referenziert.
Nachdem Anna gestorben ist und Emil sich zu ihr gelegt hat, sieht man ihn zerfetzt neben dem Bahngleis liegen. Anschließend irrt Georg suchend durch die Nacht, und dem Zuschauer wird angedeutet, wie dessen Tochter Elli unaufmerksam mitten auf einer Straße entlanggeht, während sich ihr ein Auto nähert.

## Interpretation
Der filmgeschichtliche Topos des künstlichen Menschen wird hier auf ungewöhnliche Art mit dem Schwerpunkt auf der emotionalen Ebene neu präsentiert. Elli ist ein Androide, eine Maschine in Gestalt eines Mädchens, ein Sexroboter. Sie lebt bei Georg, den sie Papa nennt. Sie ist dazu da, ihn glücklich zu machen, denn sie wurde nach seinen Vorstellungen gebaut. Sie lassen sich durch den Sommer treiben, schwimmen tagsüber im Pool und abends nimmt er sie mit ins Bett. Er liebt sie über alles und doch ist sie nur Fiktion. In Wirklichkeit fällt seine Welt auseinander, seine Tochter wird nie wieder auftauchen.
Georg hat Elli nach einer Erinnerung erschaffen, die ihm viel bedeutet, für sie aber nicht mehr ist als eine Programmierung. Dieser folgt sie eines Nachts, tief in den Wald hinein, einem schwächer werdenden Echo hinterher. Als sie auf ihr reales Vorbild trifft, entwickelt sich eine Odyssee, die das Publikum immer stärker in Ellis Perspektive versetzt.
Der dystopische Film zeigt „die Geschichte einer Maschine und der Geister, die wir alle in uns tragen“, das „ewige Jetzt“, den „Blick einer Maschine auf die Welt“.

## Produktion
The Trouble with Being Born ist der zweite Spielfilm der österreichischen Regisseurin Sandra Wollner.
Es handelt sich um die 2018/2019 produzierte Abschlussarbeit der Regisseurin an der Filmakademie in Ludwigsburg. Zu sehen sind Lena Watson, Dominik Warta, Ingrid Burkhard, Jana McKinnon und Simon Hatzl. Bei „Lena Watson“ handelt es sich allerdings um ein Pseudonym, welches in Absprache mit der Darstellerin und ihren Eltern gewählt wurde, um die Privatsphäre der jungen Darstellerin zu schützen.
Für die Produktion waren Lixi Frank und David Bohun (Panama Film KG), Andi G. Hess, Astrid Schäfer (Filmakademie Baden-Württemberg), Viktoria Stolpe (The Barricades) und Timm Kröger (The Barricades) verantwortlich. Beteiligt war auch Das kleine Fernsehspiel ZDF. Gedreht wurde unter anderem in Niederösterreich. Der Verleih liegt in den Händen von Cercamon.
Der Film hatte im Februar 2020 auf der Berlinale seine Weltpremiere und lief dort in der Sektion Encounters. Diese Sektion will neue Stimmen des Kinos unterstützen und den verschiedenen Spielformen des Kinos mehr Raum geben. Er wurde mit dem Spezialpreis der Encounters-Jury ausgezeichnet. Der österreichische Kinostart war am 18. Juni 2021, der deutsche Kinostart am 1. Juli 2021.

## Titel
Der Arbeitstitel lautete Die Last geboren zu sein.
The Trouble with Being Born ist der englische Titel des Buches Vom Nachteil, geboren zu sein: Gedanken und Aphorismen von Emil Cioran.
Im ZDF wurde der Film unter dem Titel Vom Nachteil geboren zu sein veröffentlicht.

## Kritik
Das Lexikon des Internationalen Films vergab dem Film die Höchstbewertung von fünf Sternen und lobte ihn als sehenswert. Es handele sich um ein „außergewöhnlich komplexes und forderndes Science-Fiction-Drama, dessen formal strenge und stilsichere Inszenierung Fragen nach dem Wesen des Menschseins angesichts schwindender Grenzen zu Maschinen stellt.“

## Auszeichnungen und Nominierungen
Internationale Filmfestspiele Berlin 2020
- Berlinale-Encounters: Spezialpreis der Jury

Romyverleihung 2020
- Auszeichnung in der Kategorie Bester Kinofilm[20][21]

Thomas-Pluch-Drehbuchpreis 2020
- Nominierung für den Hauptpreis
- Auszeichnung mit dem Spezialpreis der Jury[22]

Diagonale 2020
- Auszeichnung mit dem Großen Diagonale-Preis[23]
- Auszeichnung mit dem Diagonale-Schauspielpreis (Dominik Warta)[23]
- Auszeichnung mit dem Diagonale-Preis für das beste Sounddesign Spielfilm (Peter Kutin)
- Auszeichnung mit dem Diagonale-Preis für die beste künstlerische Montage Spielfilm (Hannes Bruun)

First Steps 2020
- Auszeichnung  in der Kategorie Abendfüllender Spielfilm (Sandra Wollner)[24]
- Nominierung für den NO FEAR Award für Nachwuchsproduzent·innen (Astrid Schäfer)[25][26]

Viennale 2020
- Wiener Filmpreis: Spezialpreis der Jury (Sandra Wollner)[27]

Österreichischer Filmpreis 2021
- Auszeichnung in der Kategorie Bester Spielfilm[28][29][30][31]
- Auszeichnung in der Kategorie Beste Regie (Sandra Wollner)
- Nominierung in der Kategorie Bestes Drehbuch (Roderick Warich und Sandra Wollner)
- Auszeichnung in der Kategorie Beste Maske (Gaby Grünwald)
- Nominierung in der Kategorie Beste Musik (David Schweighart und Peter Kutin)
- Auszeichnung in der Kategorie Beste Tongestaltung (Originalton: Johannes Schmelzer-Ziringer, Sounddesign: Peter Kutin, Mischung: Simon Peter)

Diagonale 2021
- Auszeichnung mit dem Preis Innovative Produktionsleistung (PANAMA Film)[32]

Preis der deutschen Filmkritik 2021
- Auszeichnung als Bester Spielfilm

Darüber hinaus gelangte der Film auch in die Vorauswahl für die Golden Globe Awards 2021 (Bester fremdsprachiger Film).